# Маралик
Маралик (на арменски: Մարալիկ) е град, разположен в провинция Ширак, Армения. Населението му през 2011 година е 5398 души.

## Население
- 1990 – 7590 души
- 2001 – 4995 души
- 2009 – 5984 души
- 2011 – 5398 души